# نيكولاي كوسيا
كان إن دي كوسيا (التعبير الشائع لنيكولاي ديميترو كوسيا، ويعرف أيضًا بنيكولاي أو نيكوليتشي أو نيكو كوسيا، 29 نوفمبر 1880 – 1 فبراير 1949) صحافيًا وروائيًا وناقدًا وناشطًا سياسيًا يساريًا رومانيًا، اشتهر كشخصية رئيسية ومثيرة للجدل في مجال الهجاء السياسي. ولكونه مؤسس العديد من الصحف والمجلات، من بينها فياتا سوسيالا ورامبا وفاكلا وتشيماريا، بالتعاون مع أصدقاء كتاب مثل تيودور أرغيزي وغالا غالاكتيون وإيون فينيا، شجع كوسيا تطور بداية الحداثة الأدبية في رومانيا ووجّهه. في وقت لاحق صنع كوسيا اسمه كمحرض جمهوري ومعاد لرجال الدين، واعتقل لكونه محرضًا خلال ثورة فلاحي رومانيا لعام 1907، ولعب دورًا قياديًا في إعادة تجميع النوادي الاشتراكية المتفرقة. إلا أن ولاءاته تنقلت بين الأحزاب: خلال الحرب العالمية الأولى أيد كوسيا قوات الحلفاء، وكشاهد شخصي على الثورة البلشفية أيد حكومة روسيا السوفييتية قبل أن يعود إلى وطنه بصفته شيوعيًا.
خلال فترة ما بين الحربين، انتُخب كوسيا للبرلمان الروماني كاشتراكي مستقل، وشارك في حملات من أجل الحزب الشيوعي الروماني المحظور، ووجد صحيفته تحظر من قبل السلطات في مناسبات عديدة. في عام 1923، أدين كوسيا بسبب إدانته بإهانة الذات الملكية. سرت إشاعات عن أن كوسيا، على الرغم من إبقائه تحت مراقبة دائمة، منافق انتهازي، وكانت حياته الشخصية مادة للفضائح العامة. أثارت رواياته، التي كانت بمعظمها عينات عن الأدب الجنسي، تلميحات حول استغلاله الجنسي، الأمر الذي نجم عنه إدانته باغتصاب قانوني. بعد الحرب العالمية الثانية، بات كوسيا من جديد مقربًا من الحزب الشيوعي، ومنذ عام 1948، نال مكانة بارزة بصفته الكاتب الرسمي للنظام الشيوعي.
كان كوسيا لفترة من الزمن صهر الصحفي كونستانتين ميل، وكان ينحدر من أسرة تعمل في المسرح: كانت ابنتاه، دينا وتانتزي، كحال أخته آليس قبلهما، ممثلتين شهيرتين. وكانت ابنته الأخرى، إيوانا ماريا كوسيا، نحاتة بارزة.

## سيرة حياته

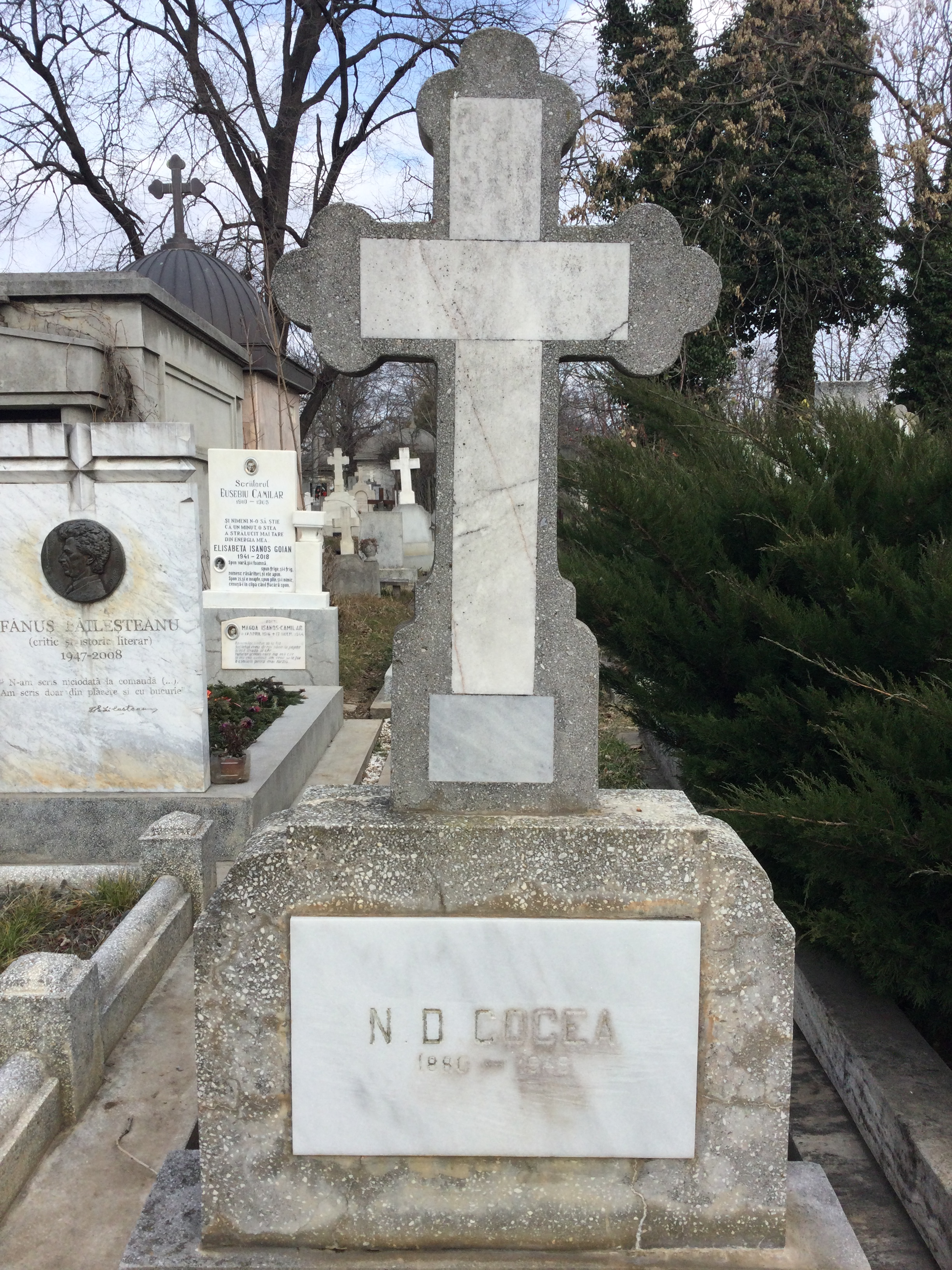
قبر كوسيا، مقبرة بيلو، بوخارست، رومانيا

### السنوات الأولى
ولد كوسيا في بارلاد، وزعم أنه ينحدر من سلالة من نسب أرستقراطي أقل شأنًا من موالدافيا. كان والده، دوميترو كوسيا، ضابطًا في القوات البرية الرومانية وصل إلى مرتبة جنرال. تنحدر أسرة كوسيا من السردار الألباني المولدافي جورج كوسيا، إلا أنها زعمت أنها تنحدر من جندي من القرن السادس عشر في جيوش ميشيل الشجاع. كانت والدة نيكولاي، كليوباترا، كاتبة وصحفية. وكانت كليوباترا تنحدر من أسرة يومن (رازيسي) أو ملاك الأراضي، وساهم نيلها التعليم الفني في تشكيل ذائقتها الثقافية منذ طفولتها الباكرة. على الرغم من أنه صنع اسمًا له ككاتب وصحفي، كانت رغبته الأقوى في أن يصبح ممثلًا.
التحق نيكولاي بالمدرسة الابتدائية في بلدته الأم، وعاش مراهقة صاخبة تحددت بالتعيينات المتعاقبة التي منحت لوالده. اشتهر كوسيا بأنه قُبل في البداية في ثانوية ياش الوطنية. خلال أواخر التسعينيات من القرن التاسع عشر، كان كوسيا الشاب يعيش في بوخارست، والتحق بثانوية القديس سافا الوطنية، ليصبح صديقًا مقربًا من طالبين آخرين وكتاب مستقبليين: كان غالاكتيون الطالب الأول، وكان الآخر فاسيل ديميتريوس. كان يون جي دوكا، طالب آخر في ثانوية القديس سافا الوطنية (ورئيس وزراء رومانيا في عام 1933) حاضرًا بينهم في بعض الأحيان، إلا أن التباينات السياسية فرقتهم مع مرور الوقت. على الرغم من التقليد الشفوي، من المحتمل أن أرغيزي، الذي انضم إلى جماعة كوسيا في ذلك الوقت تقريبًا، لم يكن في أي يوم طالبًا في ثانوية القديس سافا الوطنية: وفقًا للمؤرخ الأدبي سي بوبيسكو كاديم، ليس هناك أي سجل يشير إلى التحاقه بتلك الثانوية. يتسم التعليم الذي ناله كوسيا بالغموض. فقد فصل من المدرسة بعد الصفين الثالث والسابع، ونُقل إلى مدينة بلوييستي ومن ثم عاد إلى ثانوية القديس سافا فقط بهدف اجتياز إعادة الفحص.
كان كوسيا وأصدقاؤه في ثانوية القديس سافا قد أصبحوا يساريين، وكانوا يحضرون المحاضرات العامة للقائد الاشتراكي البارز كونستانتين دوبرغيانو غيريا. وفقًا للمؤرخ الأدبي تيودور فيانو، كان الشبان الأربعة، ومن بينهم «الساخط والجريء والعبقري» كوسيا، يحضّرون لمظاهرة مستقلة ضد القيم «البرجوازية». كانت ذائقتهم الأدبية تفضل الرمزية والبرناسية والطبعانية، التي رأوا فيها دروعًا ضد الثقافة التقليدية. ونظرًا لاستلهامهم أعمال تشارلز بودلير، سرعان ما ضموا قواهم إلى قوى الحركة الرمزية البولندية. زار جميع أعضاء الجماعة عميد الرمزية أليكساندرو ماكدونسكي، على الرغم من أن أول من اكتشف كوسيا كان الأكاديمي الرمزي أوفيد دينسوسيانو والمراجعة التي قدمتها صحيفته فياتا نوا.
كما يشير العمود الخاص به في الصحف، تمرد كوسيا ضد السلطة المؤسساتية والأبوية. تحت الاسم الفني نيلي، نشر كوسيا الرواية الجنسية المليئة بروح التحدي بويت بويتا (1898 مع تقديم من قبل غالاكتيون) التي تسببت بطرده شبه النهائي من الثانوية العامة. في الآونة نفسها تقريبًا، تزوج غالاكتيون ابنة عم كوسيا زوي ماركو، راهبة أرثوذوكسية رومانية علمانية، وستلهمه لاحقًا لأن يصبح قسًا أرثوذوكسيًا.
نحو العام 1900، كان كوسيا، الذي كان قد تخرج في كلية الحقوق، يعيش في فرنسا لدراسة التخصص في جامعة باريس. في تلك المرحلة من حياته، من المحتمل أنه نال اطلاعًا على الجذور الفرنسية لليبرالية الراديكالية الرومانية، التي تحمل نظرته اليسارية. كمتعاطف مع قضية دريفوس، تطور لدى كوسيا اهتمام بالمشاريع المتنوعة لتحويل مملكة رومانيا إلى جمهورية، في تباين واضح مع حماسة والده للملكية. كان كوسيا شاهدًا مباشرًا على تطور اتحاد نقابة العمال في فرنسا، وأجرى مقابلات شخصية مع أناتول فرانس والنحات أوغست رودين. حافظ أشقاء الكاتب على روابط الأسرة بفرنسا. ولدت آليس شقيقة كوسيا، والكوميدية المستقبلية، في سينايا حيث استقر دوميترو كوسيا في عام 1899، واستقرت أيضًا في فرنسا في تاريخ لاحق. انضمت إليها هناك شقيقة كوسيا الأصغر، فلوريكا.
عند عودته إلى رومانيا، كان كوسيا لفترة قصيرة قاضي سلام، غير أنه كان في وقت لاحق غير ناشط فعليًا كمحام. وعوضًا عن العمل كمحام، بدأ كوسيا بالتردد على الأوساط الاشتراكية الرومانية. وكان في تلك الفترة متزوجًا من فلوريكا ميل، ابنة كونستانتين ميل. كان والدها مؤسس صحيفة أديفارول اليومية وشارك في تأسيس حزب العمال الديمقراطي الاشتراكي. كان ذلك قطيعة أخرى مع تقاليد أسرة كوسيا: فحسب الأقاويل، كان الجنرال دوميترو كوسيا قد أمر قواته يومًا بتدمير مكاتب أديفارول.
ولدت فلوريكا من زواج ميل الأول، الذي انتهى بالطلاق، وكانت لديها شقيقة، مارغريتا، متزوجة من أسرة الصناعيين الألمان ميسرشميت. من خلال ميل، بات كوسيا على اتصال بأسرة بويار مولدافية أخرى، أسرة تاوتوس. كان زواج كوسيا، الذي توج بولادة دينا كوسيا في عام 1912، مليئًا باضطرابات وانتهى بالطلاق. 

### النوادي الاشتراكية وتمرد عام 1907
شأنه شأن العديد من الاشتراكيين القدامى (غارابيت إيبرايليانو وهنريك سانييليفيسي وتجمع صحيفة رومانيا مونسيتواري) قام الصحفي الشاب بعدة محاولات لإحياء النوادي الاشتراكية وتوحيدها، التي كانت قد تُركت في حالة من الفوضى مع تفكك حزب العمال الديمقراطي الاشتراكي في عام 1899. برز كوسيا، إلى جانب أرغيزي وديميتريوس وغالاكتيون، من خلال دمجهم هذا الحلم السياسي مع العقيدة الفنية للرمزية. بقيت هذه النظرة غير المألوفة حاضرة في المجلة التي نشرها الثلاثي خلال عام 1904، لينيا دريابتا، («الخط المستقيم»). في عام 1905، غادر أرغيزي إلى سويسرا وترك مجموعته النادرة من الكتب في عهدة كوسيا. يقال إن كوسيا أضاع تلك المجموعة، وهو حدث شكل أول خلاف من بين خلافات عديدة بينهما. 
مع ثورة فلاحي رومانيا في عام 1907، تعزز سجل إن دي كوسيا في الصحافة السياسية. فقد كان المصدر المرجح للإشاعة التي جرى تناقلها إلى حد كبير، وتبنتها أديفارول، والتي وفقًا لها كانت السلطات الرومانية قد قتلت 11 ألف أو أكثر من الفلاحين المتمردين. في نهاية المطاف حدد كوسيا نفسه حصيلة القتلى ب 12 ألف مدعيًا أنه «لو رصفت الجثث جيئة وذهابًا في شارع كاليا فيكتوري» لمشى ملك رومانيا كارول الأول إلى ديالول ميتروبولي «على سجاد ناعم من لحم الفلاحين». 
خلال الأحداث الفعلية، كان إن دي كوسيا ناشطًا بصورة رئيسية على المجرى السفلي لنهر الدانوب، وقد اعتبر من قبل اشتراكيين آخرين بأنه «أحد قادة حركة [العمال]» في برايلا. من المحتمل أن تكاليف صحيفته اليومية، ديزروبيريا («التحرر») قد دُفعت من قبل مصرفي محلي، ألفونسي (أو ألفونس) ناتشتيغال. مع اجتذابها لشبهة رسمية كصحيفة جمهورية، اشتهرت الصحيفة بإثارتها التمرد على المستوى الإقليمي. بعد تنظيم حلقة رومانيا مونسيتواري لمظاهرة اشتراكية في برايلا، اعتقل كامل طاقم ديزروبيريا بأوامر من الرائد نيكولا تي فارانغا، الذي صادر أيضًا معظم النسخ المطبوعة (على الرغم من أن نحو 1000 نسخة كانت ما تزال توزع مجانًا بين الفلاحين المتمردين). في النهاية حوكم كوسيا كمحرض وحكم عليه بالسجن لمدة.